# Врховник, Майда
Майда Францевна Врховник (серб. Мајда Франце Врховник, словен. Majda Franca Vrhovnik; 14 апреля 1922, Любляна — 4 мая 1945, Клагенфурт) — словенская партизанка, студентка медицинского факультета Люблянского университета, участница Народно-освободительной борьбы Югославии. Народный герой Югославии (посмертно).

## Биография
Родилась 14 апреля 1922 года в Любляне. Окончив школу и гимназию, поступила на медицинский факультет Люблянского университета. Во время учёбы вступила в Словенский клуб и студенческое революционное движение. В 1940 году вступила в Коммунистическую партию Югославии.
После начала войны и оккупации Словении партия ушла в подполье и начала вести народно-освободительную войну в стране. Майда получила должность курьера оргсекретаря ЦК Компартии Словении Тоне Томшича. Когда немецкая администрация узнала о деятельности партии, то Майда как один из наиболее опасных деятелей партии была заочно приговорена немецким судом к пожизненному лишению свободы, а её родителей на несколько месяцев отправили в тюрьму за соучастие. Несмотря на это, Майда всё равно осталась в Любляне. В качестве курьера она снабжала подпольно рукописными книгами партизан Подморницы и Тунела. При помощи брата она построила бункер, в котором с 4 мая 1943 работала типография. На протяжении 9 месяцев Майда издавала там антифашистские газеты «Людска правица», «Словенски порочевалец», «Радио вестник» и другие.
22 января 1944 отправилась по собственному желанию в Словенское Приморье, где прошла курсы инструктора Союза коммунистической молодёжи Югославии в Идрии и Приморье. Тем не менее, она вела ещё и небольшую деятельность в Корушке. Летом 1944 года назначена секретарём райкома КП Словении в Межице, а затем начала свою деятельность в Драве, на Гуре и в Целовце (словенское название Клагенфурта). Осенью 1944 года вошла в райком Клагенфурта, работала там под легендой деревенской жительницы, организовывала антифашистские организации, вела разведку и распространяла антифашистские листовки.
28 февраля 1945 была арестована в доме под Крижной-горой близ Клагенфурта гестаповцами. Подверглась пыткам и 4 мая 1945 скончалась после многочисленных издевательств. 28 декабря 1951 посмертно удостоена звания Народного героя Югославии.